# Baeoura mediofiligera
Baeoura mediofiligera är en tvåvingeart som beskrevs av Evgenyi Nikolayevich Savchenko 1984. Baeoura mediofiligera ingår i släktet Baeoura och familjen småharkrankar. Inga underarter finns listade i Catalogue of Life.